# La Fanfarria del Capitan
La Fanfarria del Capitán, vormals Capitán Tifus, ist eine argentinische Musikgruppe aus Buenos Aires. Die Gruppe wurde 2004 von Victoria Cornejo, Jeronimo Cassagne und Francisco Mercado gegründet. Sie gelten als Gründer des Genres „Fanfaria Latina“, das sich aus Elementen des Rock, Cumbia, Tango, Ska, Balkan und Latin zusammensetzt. Die Band tourt weltweit.
Das Stück La Flor y el Libro des Albums GiraVida (2016)  erschien als Soundtrack in der dritten Staffel der Netflix-Serie Haus des Geldes. La Fanfarria del Capitán spielt mit Alba Flores (Nairobi) und Darko Peric (Helsinki) eine Szene in der ersten Folge der dritten Staffel.

## Geschichte
Das erste Album, Flores del Bosque de Bolonia (2007), wurde von Matías Cella produziert (u. a. Produzent von Kevin Johansen und Jorge Drexler) und ist bei EMI erschienen. Ihr zweites Album, E Viva! (2012), ebenfalls von Matías Cella produziert und bei der österreichischen Firma Newton Records erschienen. Die dritte Tonträgererscheinung ist das Live-Album Fanfarria Latina (2014, Newton Records). Es ist eine Live-Aufzeichnung aus Graz mit Ansage-Einspielern aus vorherigen Tourneen. Das Repertoire der CD ist ein Mix der vorangegangenen Alben sowie aus neuen Eigenkompositionen und neue Arrangements von traditionellen Folkloreliedern. Mit La Giravida (2016) feiert die Band die Erscheinung ihres dritten Studioalbums. Es wurde von Diego Blanco und Jerónimo Cassagne produziert. Die Aufnahmezeit betrug ca. zwei Jahre und wurde hauptsächlich in Buenos Aires (Panda Studios) aufgenommen. Durch die Teilnahme vieler Musiker (u. a. Kočani Orkestar), kam es zu mehreren Aufnahmeorten: Kočani, Maastricht, München, Frankfurt, A Coruña, Barcelona und Odessa.

## Tourneen
Im Lauf der Zeit haben sich viele Musiker aus der ganzen Welt der Band angeschlossen. 2007 nahm die Band an der Nokia Trends Artemotion, einer argentinischen Tour, die landesweit im TV ausgestrahlt wurde, teil. Im selben Jahr tourte die Frontfrau und Sängerin Victoria mit Mad Professor in Großbritannien, Spanien und Argentinien. EMI vergab 2009 die Auszeichnung für das vielversprechendste Projekt des Jahres, „Diente de Oro“, an La Fanfarria del Capitán.
Im Jahr 2011 wurde die Band nach Italien eingeladen, um auf dem Botanique Festival in Bologna die Musik aus Buenos Aires City vorzustellen. Das war der Anfang der ersten internationalen Tournee mit 40 Konzerten in Italien, Deutschland, Tschechien, Österreich und Spanien.
Ein Jahr später folgte die siebenmonatige „Mondo Tour 2012“ mit 87 Konzerten in Argentinien, Deutschland, Niederlande, Schweden, Tschechien, Österreich, Ukraine, Russland, Volksrepublik China und Japan. In dieser Tour hat die Band auf großen Festivals gespielt wie das Fusion Festival (Lärz, Deutschland), Mighty Sounds (Tabor, Tschechien), Nuevo Sol (Rostock, Deutschland), Movement Festival (Perm, Russland), Harvest Festival (Moskau, Russland) und das OCT-Loft Jazz Festival (Shenzhen, China).
2013 folgte die dritte internationale Tour, die in Buenos Aires auf dem Pepsi Music Festival startete und sich über fünf Monate in Europa und Russland fortsetzte. Wichtige Festivals dieser Tour: Trutnov (Tschechien), Wild Mint (Russland), Mundial (Belgien). 2013 spielte Capitan Tifus 60 Konzerte in Europa. Die Band hat unter anderem die Bühne mit Bomba Estéreo (Lido, Berlin), Karamelo Santo (Die Pumpe, Kiel) und Bersuit Vergarabat (Karneval der Kulturen, Berlin) geteilt.
2014; die vierte internationale Tour startete in Buenos Aires auf dem Festival Rock B.A., durch Europa tourte die Band in: (Deutschland, Finnland, Ukraine, Spanien, Frankreich, Italien, Österreich, Tschechien, Polen, Slowakei, Niederlande) Mit einer Reise nach Kočani, Mazedonien, um die Bläsersektion von Kocani Orkestra für das dritte Studioalbum von Capitan Tifus aufzunehmen. Ein Highlight war die einwöchige Deutschlandtour mit (Bersuit Vergarabat), in Nürnberg, Hamburg, Berlin, Frankfurt. Außerdem hat die Band ihr erstes Live-Album „Fanfaria Latina On Tour-Te quiero capitan“ Newton Records, eine Live-Aufnahme aus dem Jahr 2013 in Graz, Österreich. Wichtige Auftritte: Trutnovfestival (Trutnov, Tschechien), Wutzrock (Hamburg, Deutschland), World Village (Helsinki, Finnland), Karneval der Kulturen (Berlin, Deutschland), Festival Mundial (Tilburg, Niederlande).
Im Oktober 2015 folgte eine einmonatige Tour mit 27 Shows in Deutschland, Niederlande, Belgien, Österreich, Tschechien, Slowakei und Slowenien.
Auf der Youtube-Seite der Band, kann man ihre Tourgeschichten anschauen.
In der Tour 2016 (Juni–August) wurde das neue Album La Giravida vorgestellt. Die Band trat auf in Deutschland, Belgien, Niederlanden, Slowakei, Tschechien, Italien und erstmals im Vereinigten Königreich und Kosovo. Wichtige Konzerte des Jahres waren das Dokufest in Prizren, Kosovo, Bimble Bandana Festival in Brighton, UK, Ariano Folk Festival, Italien und der Auftritt mit der argentinischen Band Onda Vaga im SO36 in Berlin.

## Diskografie
- 2007: Flores del Bosque de Bolonia (EMI)
- 2012: E Viva! (Newton Records)
- 2014: Te Quiero Capitan! (Newton Records)
- 2016: La Giravida (Tropical Diaspora Records)

## Videos
| Jahr | Titel                | Art        |
| ---- | -------------------- | ---------- |
| 2007 | Hawaii               | VideoClip  |
| 2012 | Mondo Tour 2012      | Live Video |
| 2013 | Maradevi             | VideoClip  |
| 2013 | Bella Ciao           | Live Video |
| 2014 | Amor y Mas           | Videoclip  |
| 2014 | Capitan on Tour 2014 | Videoclip  |
| 2017 | Bella Ciao           | Videoclip  |
| 2018 | La Ira del Mar       | Videoclip  |

## Auszeichnungen
- 2009: Diente de Oro